# Fatoumata Ka
Pour les articles homonymes, voir Ka (homonymie).
Fatoumata Ka est une femme politique sénégalaise, membre du Parti socialiste, morte en 1992. 

## Biographie
Fatoumata Ka est élue à l'Assemblée nationale en 1983 et devient vice-présidente de l'Assemblée. Réélue en 1988, elle meurt au cours de son mandat, en 1992.